# Renko
För andra betydelser, se Rengo (olika betydelser).
Renko (föråldrat svenskt namn: Rengo) var en kommun i landskapet Egentliga Tavastland. År 2009 slogs kommunen samman med staden Tavastehus. Renko är enspråkigt finskt.

## Geografi och befolkning
Renko har en yta på 290,85 kvadratkilometer varav 4,4 % består av sjöar och vattendrag. .  Området är högt beläget och till stor del skogtäckt. Bebyggelsen följer i huvudsak ådalarna. Huvudorten Renko kyrkby ligger vid Kirkkojärvi (Kyrksjön) och dess utlopp i ån Renkajoki. Väster om sjön ligger Käräjämäki (Tingsbacken).
Den äldsta uppgiften om Renkos befolkning härstammar från 1751 då den uppgick till drygt 600 personer. Befolkningen ökade långsamt till början av 1900-talet med undantag för nödåren på 1860-talet. Nya områden anslöts år 1949 till kommunen så att den strax efter andra världskrigets slut hade omkring 3 500 invånare men därefter inträdde en minskning så att Renkos befolkning i slutet av 2008, då kommunen sammanslogs med Tavastehus, hade 2 365 invånare.

## Historia

### Förutsättningar för bebyggelsen
En gammal väg – Oxvägen – mellan Egentliga Finland och Egentliga Tavastland och vidare mot Birkaland ledde genom Renko. Från Somero till Tavastehus gick vägen genom vidsträckta skogsmarker endast avbrutna av jordbruksområdet kring Renkajoki. Det råder mycket olika åsikter om vägens ålder men den fanns i varje fall under senmedeltiden. I början av 1600-talet ändrades vägsträckningen genom Rengo så att vägen inte längre gick förbi kyrkan. Renko nämns första gången år 1440 då lagmannen i Söderfinne lagsaga höll ting i Miemala by nära Vånå kyrka med Meskela socken och Renko. Trettio år senare höll häradshövdingen i Hattula härad ting med allmogen i Janakkala och Renko socken. I båda fallen är det fråga om jordebokssocknens beslutfattande och Renko ska troligen uppfattas som ett slags bihang till de äldre enheterna Vånå och Janakkala. Den äldsta kapellsocknen med namnet Renko omfattade byarna Muurila (med kapellet), Kuittila, Viiala, Uusikylä och Vaimare. Renkos existens och läge tycks ha varit starkt beroende av kulten av Sankt Jakob som var vägfarandes och pilgrimers beskyddare. Kulten har i Finland utövats vid postvägen från Åbo till Åland med centrum i Rimito kyrka och vid Oxvägen med centrum i Renko kapell. I Åbo stifts mässordning betecknas Sankt Jakobs dag den 25 juli med den nästhögsta nivån duplex.

### Medeltida kapell och kyrka
Den arkeologiska utforskningen av Renko kyrka har gett belägg för att den nuvarande sakristian har tillkommit före den övriga stenkyrkan. Det finns inte spår av någon träkyrka varför byggnaden kan ha varit ett kapell för vägfarande med en säker förvaringsplats för helgonaltaret med tillbehör, helgonbilden och fromma gåvor. Myntfynden härstammar från åren 1430 till 1550. Den större stenkyrkan har antagligen byggts under slutet av 1400-talet eller kring år 1500. Kyrksalen är en långt utdragen oktogon med en sakristia i norr och ett vapenhus i söder. Kyrksalen har täckts av två tegelslagna valv. Kyrkan har sina förebilder i Alla helgons kor i Åbo domkyrka som blev färdigt år 1488 och i S:t Henriks kyrka i Nousis. Endast dessa tre kyrkliga byggnader hade en månghörnig utformning, alla andra medeltida stenkyrkor i Finland är rektangulära. Renkos särskilda utformning kan ha motiverats av den var en statio  på pilgrimsvägen till Hattula kyrka där en relik av det Heliga korset förvarades. Omkring år 1505 omtalas en tysk pilgrim som var på pilgrimsresa till Sankt Jakob i Renko. År 1512 nämns Renko kapell i ett testamente. 

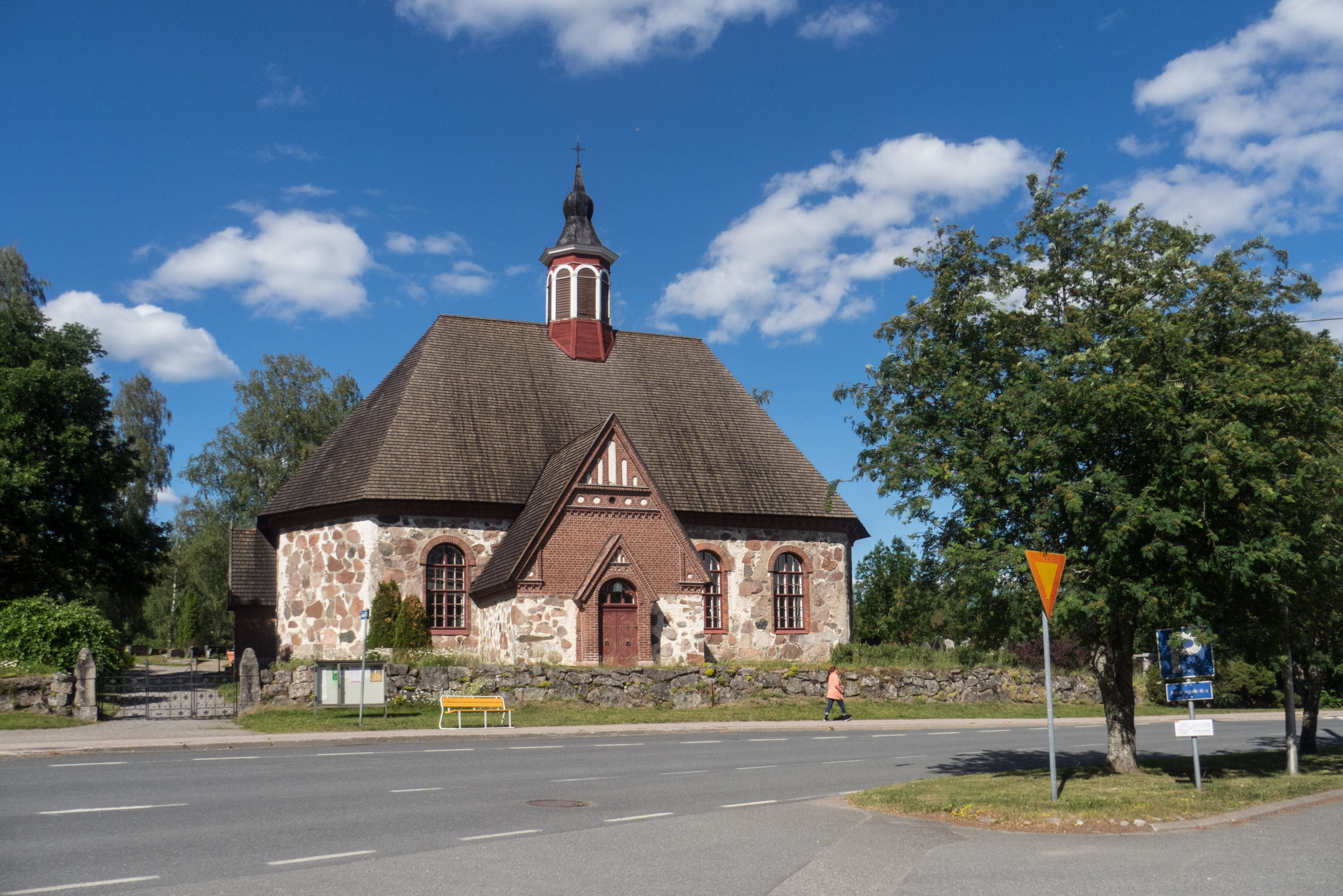
Renko kyrka

Reformationen fick vallfärderna att upphöra och den lilla församlingen hade inte längre råd att upprätthålla den stora stenkyrkan. Sockenborna vände sig därför till kungen som år 1587 beslöt att föra över byarna Oinaala, Nevilä, Kaloinen, Ahoinen, Vehmainen och Aseme från Janakkala kyrksocken till Renko kapellförsamling. Beslutet innebar ett unikt arrangemang genom att Renko på så vis blev en kapellförsamling såväl inom Vånå som Janakkala. I början av 1600-talet flyttades också Oxvägen norrut från Renko kyrka då platsen hade förlorat sin gamla betydelse. Trots nyordningen fortsatte kyrkans förfall tills den togs ur bruk i mitten av 1600-talet. Efter det användes troligen en tillfällig byggnad för gudstjänster men 1730-1731 byggdes en ny träkyrka strax söder om den medeltida kyrkans ruin. 

### Församlingen återhämtar sig
Då träkyrkan, som torde ha varit ett svagt bygge, förföll lät församlingen år 1775 inspektera ruinen efter den gamla stenkyrkan och konstaterade att det var enklast och billigast att bygga upp den på nytt. Åren 1775-1781 användes för planering och andra förberedelser och det egentliga byggnadsarbetet pågick åren 1782-1783 så att kyrkan kunde tas i bruk i november 1783. De sista arbetena gjordes ännu år 1790. Den första sockenstämman i församlingen som finns antecknad ägde rum 1769 och vid samma tid hade församlingen också en egen kapellan.
Tillsammans med Vånå fördes Renko år 1812 över till att vara en annexförsamling till Tavastehus. År 1879 frigjordes Renko till en egen självständig församling. En större ombyggnad av stenkyrkan gjordes år 1895 då bland annat fönstren förstorades. Nästa större reparation ägde rum 1949-1950 då kyrkan fick ett nytt värmesystem. En tredje större reparation ägde rum år 1985.

### Kommunen inrättas
Renko blev en självständig kommun år 1870 då befolkningen uppgick till drygt 2 000 personer.
Kommunen utvidgades år 1948 med delar av den upplösta kommunen Tavastehus landskommun och år 1967 av den likaså upplösta kommunen Vånå. Renko fick år 1953 ett eget kommunvapen, som hade ritats av Olof Eriksson. Kommunen införlivades år 2009 med Tavastehus stad.

## Politik

### Mandatfördelning i Renko kommun, valen 1976–2004
| 8 | 8 | 5 |

| 8 | 8 | 5 |

| 7 | 8 | 6 |

| 7 | 9 | 5 |

| 9 | 1 | 8 | 3 |

| 9 | 9 | 3 |

| 7 | 11 | 1 | 2 |

| 7 | 12 | 2 |

| 14 | 7 |